# Потончан

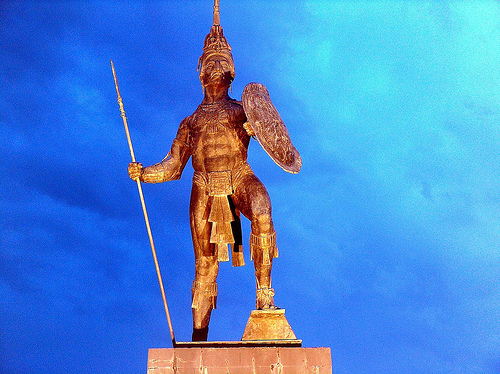
Памятник Табскообу в Вильяэрмосе, Табаско.

...Вдоль реки Табаско простирается большой город; настолько велик и прославлен, что невозможно измерить, однако, говорит лоцман Аламинос и другие с ним, он простирается вдоль побережья примерно на пятьсот тысяч ступеней и имеет двадцать пять тысяч домов, разбросанных среди садов, которые великолепно устроены из камня и извести, в чьих строительных проектах замечательная промышленность и архитекторы ...

Пьетро Мартире д’Ангьера De Insulis, с. 349
Потончан был городом чонтальских майя, столицей второстепенного королевства, известного как Таваско или Табаско. Он занимал левый берег реки Табаско, которую испанцы переименовали в реку Грихальва, в нынешнем мексиканском штате Табаско.
Хуан де Грихальва прибыл в этот город 8 июня 1518 года, окрестил реку своим именем и встретился с вождем майя Табскообом, которому, как говорят, подарил свой зеленый бархатный камзол.
Позже, 12 марта 1519 года, прибыл испанский конкистадор Эрнан Кортес. Кортес, в отличие от Грихальвы, был встречен туземцами воинственно, что привело к битве при Чентле. После поражения туземцев Кортес основал первое испанское поселение в Новой Испании, город Санта-Мария-де-ла-Виктория на вершине Потончана.

## Название
Слово Потончан происходит от языка науатль: «понони» означает «запах», а «чан» — топонимическое окончание; поэтому оно переводится как «место, которое пахнет». Другая, более правдоподобная этимология состоит в том, что «потон» происходит от имени, которым чонтальские майя называли сами себя: путун-майя, которое также записывалось как Потон; таким образом, это, скорее всего, переводится как «место Потон».

## Местоположение и окружающая среда
Город Потончан располагался на левом берегу реки Табаско, которую испанцы окрестили рекой Грихальва, и, согласно хронике Бернала Диаса дель Кастильо, находился в лиге от побережья (почти в 5 километрах).
Город располагался на небольшой возвышенности из песчаника, практически с трех сторон окруженной водой. С одной стороны река, а с двух других болота. Он находился в районе обширных пойм.
Потончан был столицей качикаго Табаско и одним из двух главных городов чонтальских майя, наряду с Ицамканаком, столицей качикаго Акалан. Однако, в отличие от Ицамканака, расположенного посреди джунглей, Потончан был морским и речным портом, что позволяло ему вести интенсивный торговый обмен как с городами полуострова Юкатан, так и с городами центральной части Высоких равнин.
Чонтальские майя в полной мере воспользовались своим окружением, используя реки в качестве путей сообщения и сообщения с различными городами и провинциями майя. Они были хорошими мореплавателями и торговцами и контролировали многие морские пути вокруг полуострова Юкатан, от Лагуна-де-Терминос в Кампече до центра Сулы в Гондурасе.
В точке, расположенной между нынешними штатами Табаско и Кампече, был найден мексиканский порт Шикаланго, с которым Поточан вел бесчисленные войны за контроль над территорией. Последняя из этих великих войн была выиграна Потончаном незадолго до 1512 года. В качестве дани жители Шикаланго подарили вождю Таскообу несколько женщин, одной из которых была Малинцина (известная как «Малинче»), которая позже была передана Кортес после битвы при Центелле в 1519 году.

## Описание населения
То немногое, что известно о Потончане, связано с хрониками испанских конкистадоров. Что касается его населения, известно, что это был один из самых густонаселенных городов майя на равнине Табаско, потому что священнослужитель Хуан Диас в своем «Маршруте» говорит о прибытии экспедиции Хуана де Грихальвы в 1518 году, «там было более двух тысяч индейцев…»
Со своей стороны, Берналь Диас дель Кастильо в «Historia verdadera de la conquista de la Nueva España» пишет, что, когда они достигли Потончана, там было «более двенадцати тысяч воинов, готовых к атаке [на главной площади], плюс весь берег реки был полон индейцев в кустах…»
Пьетро Мартире д’Ангьера говорит в своей хронике, что «город великий примыкает к реке Табаско, так велик, что в нем двадцать пять тысяч домов…» Это дает нам представление о размерах города и о количестве жителей Потончана, а также туземцев, которые жили в близлежащих городах под контролем самого Потончана.
Город был очень населен, дома были сделаны в основном из самана.
Потончан рассчитывал на интенсивную коммерческую деятельность, фактически это была преобладающая деятельность. Через море у Потончана была важная речная торговля с такими городами, как Гуасакуалько, Шикаланго, Чакан Путум и Каан-Пич. У него также были торговые связи с провинциями майя Акалан и Масатлан, расположенными в джунглях того, что сегодня является пограничным районом штатов Табаско и Кампече с Гватемалой. Эта торговля доходила до порта Нито на атлантическом побережье Гватемалы.
О планировке города известно очень мало. Из-за природы места, в котором многие постройки были сделаны из «сету» (живые изгороди) и «гуано» (пальмы рода Coccothrinax). В других случаях остатки исчезли с началом строительства испанцами города Санта-Мария-де-ла-Виктория, который был построен над местными постройками.
Табасканский историк Мануэль Хиль Саенс сообщает, что примерно в 1872 году недалеко от порта Фронтера в результате раскопок некоторых «монтерий» (лагерей лесозаготовителей) было обнаружено несколько остатков колонн, идолов, кувшинов, ваз и даже руин пирамид.

## История

### Основание
Хотя дата его основания неизвестна, известно, что это произошло из-за разделения, которое произошло между майяпанскими майя и чонтальскими майя. Последние сформировали королевство Потончан, главой которого был Табскооб, правивший под именем вождя или лорда Табаско.

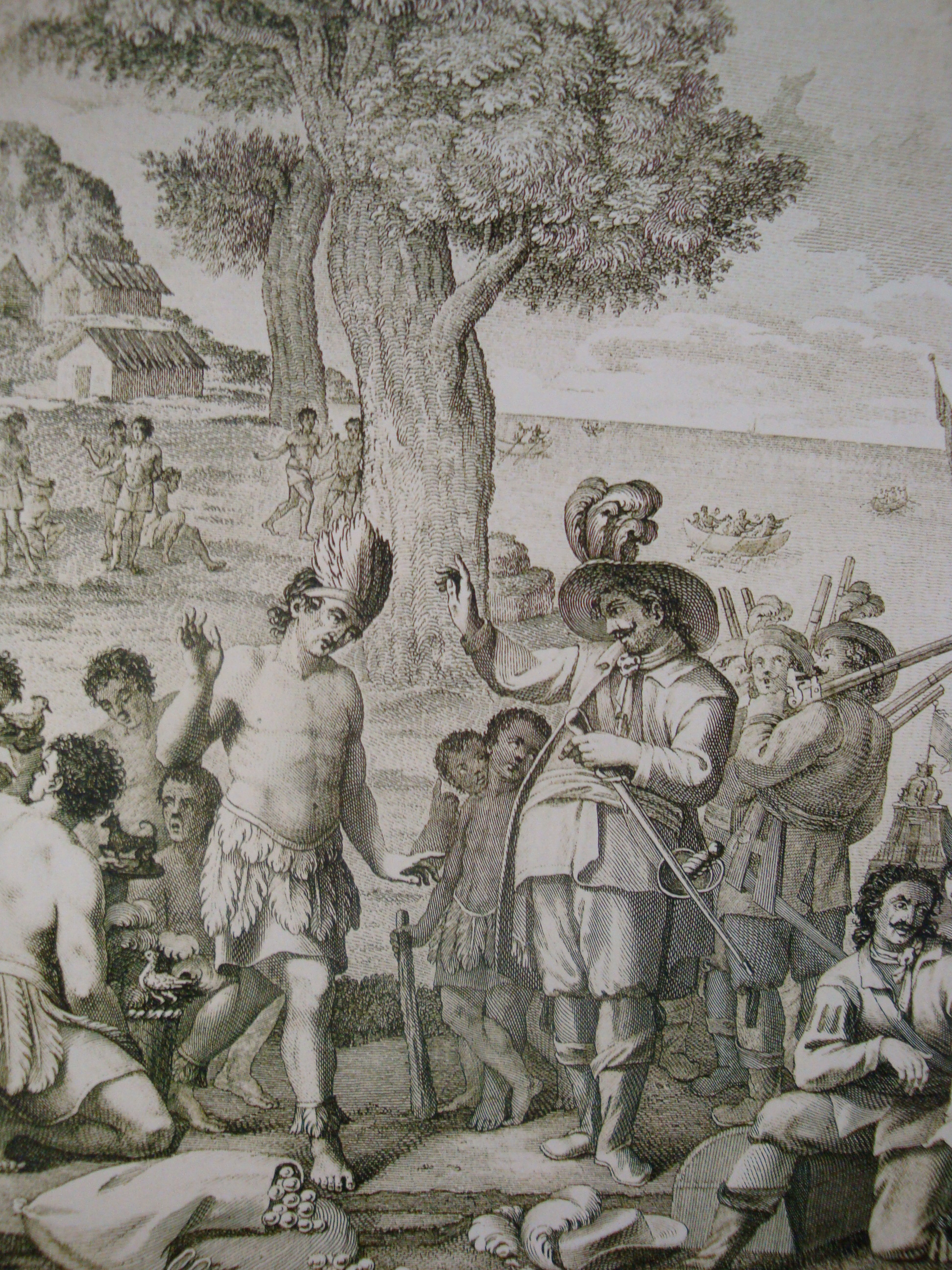
Встреча Табскооба и Хуана де Грихальвы

Встреча между Хуаном де Грихальвой и вождем майя Табскообом произошла в Потончане 8 июня 1518 года.
Для своего внутреннего управления, имея одни и те же обычаи и законы майя, они приняли ту же систему управления, которая существовала с момента их объединения и до распада империи майя. То есть с тремя существующими сословиями: дворянством и духовенством, данниками и рабами. Так было до прибытия Эрнана Кортеса в 1519 году.

### Прибытие Хуана де Грихальвы в 1518 г.
Первую испанскую экспедицию, прикоснувшуюся к земле Табаско, возглавил Хуан де Грихальва, который 8 июня 1518 года открыл для западных глаз территорию, которая сейчас является штатом Табаско. В тот день Грихальва прибыл в устье великой реки, которую команда назвала «Грихальва» в честь своего капитана, ее первооткрывателя.

Хуан де Грихальва решил спуститься по реке, чтобы исследовать внутренние районы, и нашел четыре каноэ, полных разрисованных индейцев, которые показали жесты призыва к войне. Этим они выразили свое недовольство его прибытием, но Грихальва послал индейцев Хулиана и Мельчорехо, чтобы они объяснили туземцам на языке майя, что пришли с миром. Таким образом, они продолжили путь вдоль реки и менее чем через лигу обнаружили население Потончана.
«Мы начали восемь дней в июне 1518 года и, подойдя с оружием к побережью, примерно в шести милях от суши, мы увидели очень большой поток воды, выходящий из большой реки, пресная вода извергалась примерно в шести милях в море. И с этим течением мы не могли войти по упомянутой реке, которую мы назвали рекой Грихальва. Нас преследовало более двух тысяч индейцев, и они делали знаки войны (...) Эта река течет с очень высоких гор, а эта Земля кажется лучшей из тех, на которые светит солнце; если бы она была более заселена, она хорошо послужила бы столицей: она называется провинцией Потончан».

Хуан Диас, Itinerary of Grijalva (1518)
Оказавшись на берегу, Хуан де Грихальва с помощью переводчиков майя, которых он взял ранее, начал завязывать дружеский диалог. Помимо того, что льстил туземцам подарками, Грихальва умолял их позвать своего вождя, чтобы встретиться и провести с ним переговоры. Итак, через некоторое время появился вождь Табскооб со своей знатью, чтобы поприветствовать Грихальву. Во время разговора обе фигуры обменялись подарками: Грихальве Табскооб подарил несколько золотых пластин в виде доспехов и несколько перьев; тогда как Грихальва подарил вождю майя свой зеленый бархатный камзол.

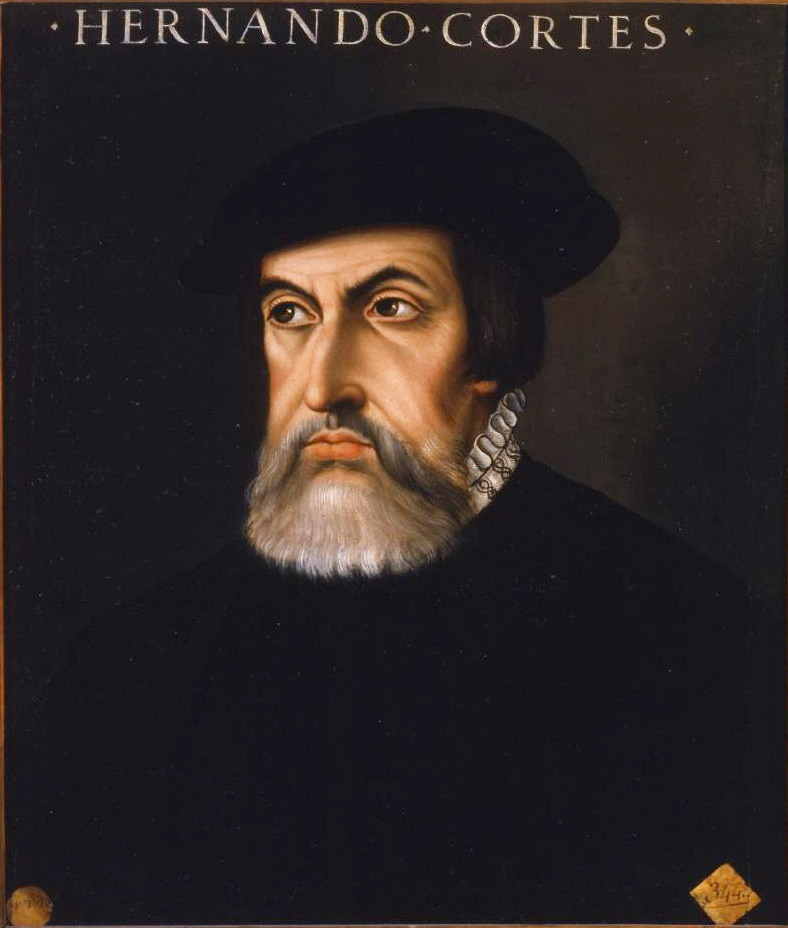
Эрнан Кортес, завоеватель Потончана и основатель Санта-Мария-де-ла-Виктория, первого испанского поселения в Новой Испании.

Табскооб рассказал испанскому капитану о месте под названием Кулуа, которое находится «туда, где садится солнце...», там гораздо больше этого материала [как в пластинах] . Грихальва, в свою очередь, вежливо поговорил с вождем майя, признав, что тот явился от имени великого лорда по имени Карл V, который был очень добр, и хотел, чтобы они были его вассалами. Табскооб ответил, что они и так живут счастливо, и что им не нужен другой лорд, и что, если он хочет сохранить свою дружбу с ним, экспедиция Грихальвы должна уйти. Грихальва, запасшись водой и провизией, отправился в Кулуа (современный Сан-Хуан-де-Улуа).

### Прибытие Эрнана Кортеса в 1519 г.
Почти через год, 12 марта 1519 года, испанский конкистадор Эрнан Кортес прибыл в устье реки Грихальва. Он решил, что его корабли бросят якорь и войдут в реку на скифах в поисках великого города индейцев, описанного Хуаном де Грихальвой.

Кортес бросил якорь прямо в устье реки, в месте под названием «Пунта-де-лос-Пальмарес».
«В двенадцатый день марта месяца тысяча пятьсот девятнадцатого года мы прибыли к реке Грихальва, которая называется Табаско (...), и на скифах мы все отправились на высадку в Пунта-де- лос-Пальмарес», который находился около города Потончан или Табаско, примерно в полумиле. Они шли по реке и по берегу среди кустов, полных индейских воинов (...) и так далее, их было вместе в деревне более двух тысяч воинов, готовых воевать с нами..."

Берналь Диас дель Кастильо, Historia verdadera de la conquista de la Nueva España
Чтобы узнать их намерения, Кортес через переводчика сказал некоторым туземцам, находившимся в лодке, что «он не причинит вреда тем, кто пришел с миром, и что он хочет только поговорить с ними».  Но Кортес, видя, что туземцы все еще угрожают, приказал доставить на лодках оружие и передал его лучникам и мушкетерам, а сам стал планировать, как напасть на город.

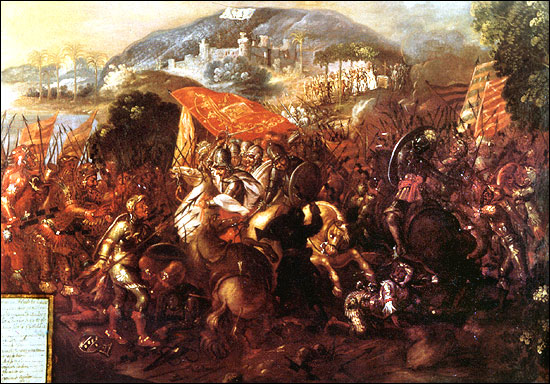
Въезд Эрнана Кортеса в город Потончан в 1519 году.

На следующий день после 13 марта 1519 года капеллан Хуан Диас и брат Бартоломе из Ольмедо отслужили первую христианскую мессу на континентальной территории Новой Испании. После этого Кортес отправил Алонсо де Авила с сотней солдат по дороге, ведущей к деревне, а Кортес и другая группа солдат отправились на лодках. Там, на берегу, Кортес сделал «requerimiento» (реквизицию) перед нотариусом короля по имени Диего де Годой, чтобы позволить им высадиться, оформив таким образом первый нотариальный акт в Мексике.

Туземцы отказались, сказав испанцам, что, если они высадятся, их убьют. Они начали стрелять стрелами в солдат Кортеса, начав бой:
«...и они окружили нас со своими каноэ таким потоком стрел, что заставили нас остановиться в воде по пояс, и было так много грязи, что мы смогли выбраться, и многие индейцы атаковали нас копьями, а другие пронзили нас стрелами, следя за тем, чтобы мы не коснулись земли, как только нам хотелось бы, а в такой грязи мы даже не могли двигаться, а Кортес сражался, и он потерял ботинок в грязи и ступил на землю с одной босой ногой (...) и мы были на них на земле, взывая к Сент-Джеймсу, и мы заставили их отступить к стене, которая была сделана из дерева, пока мы не пробили ее и не вступили в бой с ними (...) мы заставили их через дорогу, и там они повернулись, чтобы сражаться лицом к лицу, и они сражались очень доблестно...»

Берналь Диас дель Кастильо, Historia verdadera de la conquista de la Nueva España
Алонсо де Авила прибыл в бой, развернувшийся в Потончане, со своей сотней человек, которые отправились по суше, заставив индейцев бежать и укрываться в горах.

Таким образом, Кортес завладел большой главной площадью Потончана, на которой были комнаты и большие залы и где было три дома с идолами:
«... мы наткнулись на большой двор, в котором было несколько комнат и больших залов, а также три дома идолов. В «куэ» [храмах] этого двора, которые Кортес приказал нам отремонтировать (...) и там Кортес завладел землей от своего величества и от своего королевского имени следующим образом: обнажив меч, он нанес три удара большому дереву сейба в знак владения. Дерево находилось на площади этого великого города, и он сказал, что если будет хоть один человек, который будет противоречить ему, он защитит его своим мечом, и все присутствующие сказали, что можно взять землю (...) И перед нотариусом короля он издал указ…»

Берналь Диас дель Кастильо, Historia verdadera de la conquista de la Nueva España

#### Битва при Цинтле
На следующий день капитан Кортес отправил Педро де Альварадо с сотней солдат, чтобы он мог пройти до шести миль вглубь суши, а Франсиско де Луго с еще сотней солдат отправил в другую часть. Франсиско де Луго столкнулся с отрядами воинов, начав новую битву. Услышав выстрелы и барабаны, Альварадо пошел на помощь Луго, и вместе, после долгой схватки, они смогли заставить туземцев бежать. Испанцы вернулись в город, чтобы сообщить Кортесу.
Индийский пленный сообщил Эрнану Кортесу, что индейцы нападут на город, и поэтому он приказал, чтобы все лошади были выгружены с кораблей, а солдаты подготовили свое оружие.

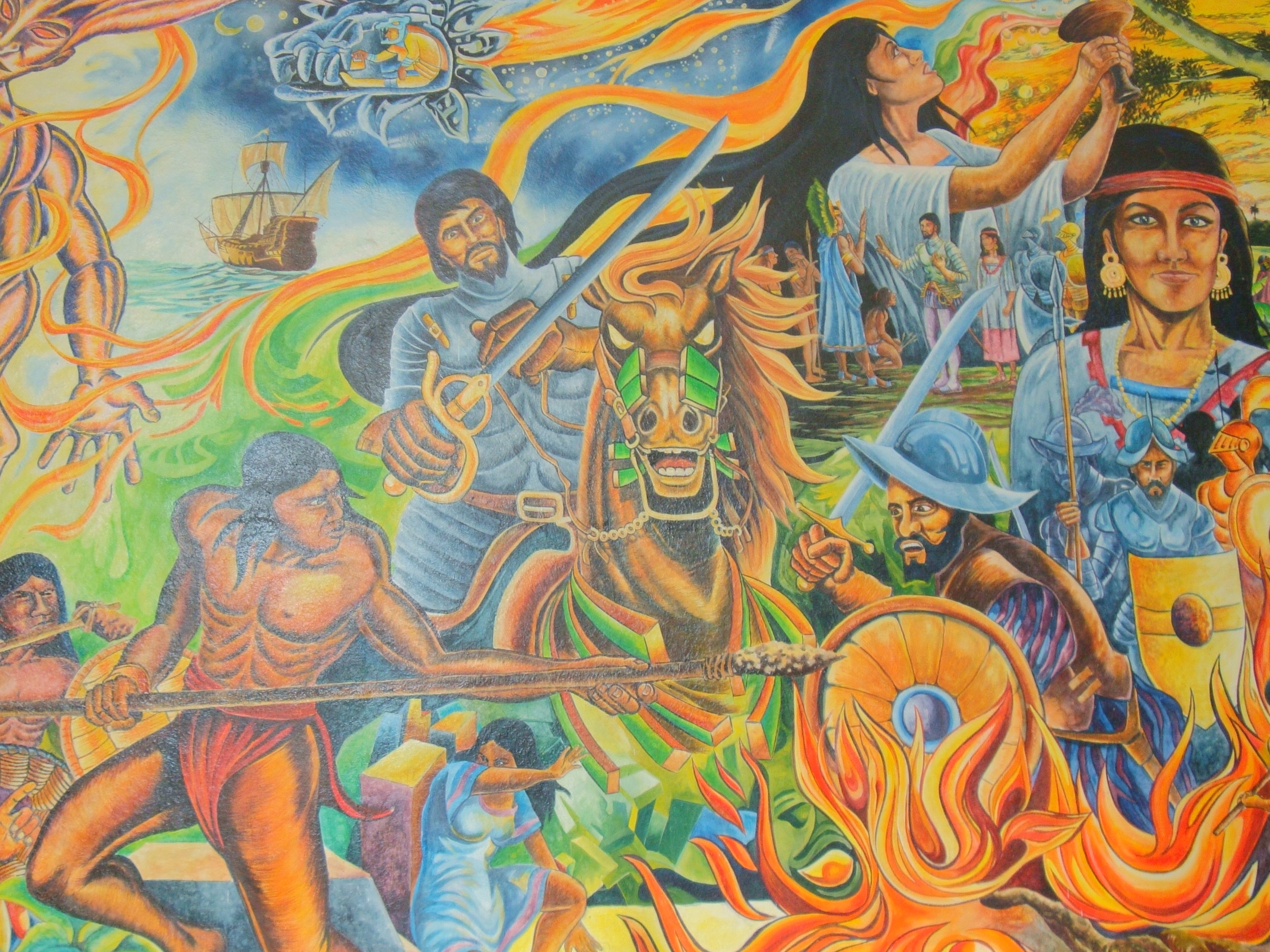
Битва при Цинтле

На следующий день, рано утром, Кортес и его люди прошли через равнины в Цинтлу или Центлу, подчиненные города Потончана, где накануне Альварадо и Луго сражались с туземцами. Там они нашли тысячи индейцев, начав битву при Цинтле.

На испанцев напали индейцы чонтальских майя. Испанцы защищались с помощью огнестрельного оружия, такого как мушкеты и пушки, которые наводили ужас на индейцев, но еще больше их напугал вид испанской кавалерии, которой они никогда не видели. Индейцы считали, что и всадник, и лошадь составляют одно целое. В конце концов индийцы проиграли, в первую очередь из-за более высоких технологий испанцев.
«... И мы наткнулись на них со всеми капитанами и отрядами. Они отправились на поиски нас, и они принесли большие перья, барабаны и маленькие трубы. Их лица были красными от охры, бледными и темными. У них были большие луки и стрелы, и копья, и щиты (...) и они были в таких больших отрядах, что вся саванна была покрыта [ими]. Они пришли в ярости и окружили нас со всех сторон. Первая атака ранила более семидесяти наших, а индейцев было по триста на каждого из нас (...) и, находясь в этом, мы видели, как из-за них вышла кавалерия и мы загнали их с собой в ловушку, с одной стороны они [кавалерия], а мы с другой. А индейцы считали, что лошадь и всадник — одно целое, так как они никогда раньше не видели лошадей…»

Берналь Диас дель Кастильо, Historia verdadera de la conquista de la Nueva España
После окончания битвы Кортес и его люди вернулись в Потончан, где исцелили раненых и похоронили мертвых. На следующий день послы, посланные Табскообом, прибыли в испанский лагерь с подарками, потому что, согласно индийскому обычаю, проигравший должен дарить подарки победителю. Среди подарков были золото, украшения, нефрит, бирюза, шкуры животных, домашних животных, перья драгоценных птиц и др.
Кроме того, индейцы дали европейцам 20 молодых женщин, в том числе женщину, которую в разных источниках называют Малинце, Малинцин и Малиналли Испанцы дали ей имя Дона Марина, и она служила советником и переводчиком Кортеса. Позже у Кортеса родился от нее сын..